# منهج فلسفي
المنهج الفلسفي هو تحليل ودراسة القواعد التي تحدِّد كيفيَّة القيام بالفلسفة أو ممارسة الفلسفة، من المتَّفق عليه أنَّ الطرق الفلسفيَّة المختلفة في الإجابة عن الأسئلة أو معالجة المعضلات الفلسفيَّة تتبع لمنهجيَّة واحدة رغم أنَّ الفلاسفة لا يستخدمون طريقة واحدة في ذلك.

## نظرة عامة
تحاول الفلسفة المنهجيَّة توفير إجابات عقليَّة منطقيَّة على كل الأسئلة والمشاكل المتعلقة بالحياة البشرية، من أشهر من حمل لواء هذه الفلسفة عبر العصور: أفلاطون، أرسطو، ديكارت، سبينوزا، هيغل وغيرهم، في العصور الحديثة ظهرت أشكال جديدة ومتنوعة من الفلسفة الحديثة تختلف عن المنهجيَّة الفلسفية القديمة في عدد من الجوانب، من الفلسفات الجديدة: الفلسفة التحليليَّة، الوجوديَّة، الفلسفة التأويليَّة، والفلسفة التفكيكيَّة.
من أهم السمات المشتركة للطرق الفلسفيَّة المختلفة:
- الشك الديكارتي
- الجدليَّة الديالكتيكيَّة
- الاحتجاج والنقاش المنطقي

### طريقة الشك
يقول أفلاطون إنَّ الفلسفة تبدأ من خلال الدهشة أو التعجُّب، وبصورة مشابهة يقول أرسطو إنَّ الدهشة هي أول من قاد البشر للفلسفة والتفكير ولاتزال تقودهم حتى الآن، غالباً ما تبدأ المنهجيَّة الفلسفيَّة بإثارة بعض الشكوك حول معتقدات مقبولة من المجتمع أو البيئة المحيطة، وممَّا يبرِّر ويدعم هذا الشك أنَّنا ما زلنا حتى الآن لا نفهم أو لا نجد تفسيراً كافياً للظواهر الكونيَّة أو العالميَّة المحيطة بنا.

### صياغة الأسئلة
من العناصر الأساسيَّة في طريقة التفكير الفلسفي صياغة الأسئلة التي يتعيَّن الإجابة عليها أو تحديد المشاكل التي يجب حلّها، من البديهي أنَّه عند تحديد وتوضيح الأسئلة أو المشكلة بدقَّة يصبح حلُّها وتحديد الهام منها أسهل وأكثر فعاليَّة.
وفي هذا السياق يُفضِّل عدد من كبار الفلاسفة عدم التسرُّع وأخذ وقتٍ كافٍ في محاولة صياغة الأسئلة والمشاكل بصورة دقيقة وواضحة.

### إيجاد الحلول
من الطرق الأخرى المُتَّبعة في المنهجيَّة الفلسفيَّة اقتراح نظريَّة أو تعريف أو تحليل لمشكلة فلسفيَّة مطروحة وتقديم جميع الحجج المنطقيَّة الداعمة لهذه النظرية المطروحة، لا يجب أن تكون الحلول أو النظريَّات المقترحة عامَّة وشاملة دوماً بل يمكن أن تكون جزئيَّة وخاصَّة بمشكلة ما أو محاولة للتوفيق بين رأيين مختلفين أو متعارضين حتى.

### الحجج والمُبرِّرات
تتألف الحجج المنطقيَّة من مجموعة متناسقة من الأفكار تبدأ بالفرض وتنتهي بالاستنتاج ويجب أن ترتبط سلسلة الأفكار هذه بروابط منطقيَّة متينة.
تعدُّ الحجج والمُبررات الفلسفية جزءاً هامَّاً من المنهج الفلسفي، ومن النادر أن نجد فيلسوفاً وخاصَّةً في الفلسفة الغربية الكلاسيكيَّة لا يعتمد في فلسفته الخاصَّة على الحجج المنطقيَّة، بل وصل الأمر بالبعض للقول بأنَّ الفلسفة ما هي إلَّا البحث عن الحجج.
إنَّ الحجة المنطقيَّة الجيدة هي عبارة عن بيان واضح دقيق ومنظَّم وصحيح يُعالج الشكوك الأساسيَّة التي دفعتنا للبحث عن الحلول، أمَّا الشخص الذي يقبل بالحلول أو الإجابات التي لا تستند لأيّ حجج داعمة فهو لا يريد أو لا يطلب أي منهج فلسفي.

### النقد الفلسفي
هناك جدل واسع واختلاف كبير بين الفلاسفة خصوصاً فيما يتعلَّق بالمسائل الكونيَّة الجوهريَّة، ويترتَّب على ذلك ضرورة وجود عنصر آخر يضاف للمنهج الفلسفي هو النقد الفلسفي.
ففي حين يُقدِّم بعض الفلاسفة تفسيرات وحلول للمشاكل المطروحة يردُّ عليهم فلاسفة آخرون بحجج مضادة محاولين في النهاية التوصُّل إلى حلول أفضل وأكثر جدوى، يُطلق على هذا النقاش المتبادل والنقد الفلسفي بالجدليَّة الديالكتيكيَّة، مع أنَّ الجدليَّة بمعناها التاريخي هي ببساطة محادثة فلسفيَّة بين الناس الذين لا يتفقون مع بعضهم البعض حول شيء ما.

### الدوافع
تعتمد المنهجيَّة الفلسفيَّة في كثيرٍ من الأحيان على الدوافع أو المُحفِّزات، من خلال فهم لماذا يتبنَّى الناس فلسفة معيَّنة، فالناس غالباً ما يؤمنون بأشياء لا يفهمونها مثل: الله، النفس البشريَّة، المجتمع البشري، الأخلاق، العالم.
وفي هذا السياق سنجد عدداً هائلاً من المفاهيم الأساسية غير مفهومة أو واضحة بشكل جيد مثل: العقلانيَّة، الزمن، السبب والمُسبِّب وتساؤلات أخرى مشابهة.